# Kyndeløse Sydmark
Kyndeløse Sydmark – miasto w Danii, w regionie Zelandia, w gminie Lejre.